# Ira!
Ira! é uma banda brasileira de rock, formada em 1981, na cidade de São Paulo. A banda anunciou seu término em setembro de 2007, mas em 2014 retornou aos palcos.
Donos de alguns dos maiores sucessos do rock nacional, como "Núcleo Base", "Mudança de Comportamento", "Tolices", "Envelheço na Cidade", "Dias de Luta", "Tarde Vazia", "O Girassol", "Eu Quero Sempre Mais" e "Flores em Você", tema de abertura da novela O Outro, da Rede Globo, de 1987. A banda tem seu nome inspirado no Exército Republicano Irlandês (IRA, na sigla em inglês).
Depois de se afastar da mídia nos anos 1980 por preferir continuar atrelada às suas raízes punk, o Ira! retornou ao mainstream com o lançamento do seu Acústico MTV, em 2004.

## História

### Subúrbio
No final dos anos 70, Edgard Scandurra, fascinado pelo punk rock e, em busca desse som, ia a shows na periferia da cidade, para trocar informações com o pessoal. Foi então que Edgard e seu amigo Dino Nascimento resolveram montar uma banda que tocasse punk, sem esquecer de Led Zeppelin e Jimi Hendrix. Nascia aí a banda Subúrbio. Hoje crítico musical, Régis Tadeu foi integrante da banda como baterista.
Nessa época, Edgard estudava no Colégio Brasílio Machado, onde volta e meia topava com Marcos Valadão Ridolfi, de apelido Nasi. Mesmo sem conhecê-lo, Edgard sentia simpatia pelo modo com que ele se vestia, e num desses encontros os dois acabaram se conhecendo, e ficando amigos. Mais tarde, Edgard chamou Nasi para participar do Subúrbio.
Em 1980, Edgard foi convocado para servir ao exército e foi lá onde compôs "N. B." ("Núcleo Base").

### Ira!
Em 1981, Nasi chamaria o amigo Edgard para tocar num show na PUC-SP e ali surgiria o Ira, ainda sem o ponto de exclamação. Completavam a formação o baterista Fábio Scattone e o baixista Adilson Fajardo.
Como houve muitos enganos sobre o nome, foi incrementado um ponto de exclamação na tentativa de acabar com outras interpretações, alterando, assim, para "Ira!".
Dois anos se passaram até que o produtor Pena Schmidt descobriu a banda, nessa época contando com Charles Gavin (que viria a se tornar membro dos Titãs) na bateria e Dino (companheiro da antiga banda Subúrbio) no contrabaixo, e os levou até a gravadora Warner, onde o Ira! gravaria seu primeiro compacto, IRA, que contava com as faixas "Gritos na Multidão" e "Pobre Paulista".

### Os primeiros LPs
Em março de 1985, após trocar Dino por Ricardo Gaspa, e Charles Gavin pelo ex-titã André Jung, o Ira!, com ponto de exclamação, gravaria seu primeiro LP Mudança de Comportamento, que conta com 11 faixas, entre elas "Núcleo Base", "Ninguém Precisa de Guerra", "Longe de Tudo" e "Ninguém Entende um Mod".
No ano seguinte, com maior prestígio dentro e fora da gravadora, a banda lançaria o LP Vivendo e Não Aprendendo. O disco, lançado em setembro, trazia faixas como "Envelheço na Cidade", "Vitrine Viva", "Pobre Paulista" e "Gritos na Multidão", sendo as duas últimas gravadas ao vivo na Broadway em São Paulo. A canção "Flores em Você" entrou na trilha sonora da novela O Outro da Rede Globo. O álbum foi um sucesso, atingindo 200 mil cópias vendidas.
Nos primeiros meses de 1988, a banda ressurgiria com o lançamento do álbum Psicoacústica, em 11 de maio de 1988. Dentre as oito longas faixas estavam "Rubro Zorro", "Manhãs de Domingo", "Farto de Rock 'n' Roll", e um rap de roda "Advogado do Diabo". No caminho para o quarto disco, Edgard Scandurra gravou um disco solo chamado Amigos Invisíveis, onde tocava todos os instrumentos.

### Década de 90
O primeiro disco da década de 90 foi Clandestino.
Depois, lançaram o disco Meninos da Rua Paulo, em 1991. O álbum continha uma versão de "Você Ainda Pode Sonhar", regravação em português de "Lucy in the Sky with Diamonds", dos The Beatles, originalmente gravada pela banda Raulzito e os Panteras, no disco de mesmo nome, em 1968.
Em 1993, Nasi lança o primeiro disco solo com o projeto paralelo Nasi & os Irmãos do Blues. No mesmo ano, o grupo lançou o sexto disco, Música Calma para Pessoas Nervosas, obra que viria encerrar um ciclo do Ira! junto à Warner. Foi autoproduzido pelo grupo.
Em 1996, já na gravadora Paradoxx, o grupo lançou o disco 7 (o primeiro CD da banda, antes eram LPs). Na faixa bônus, o disco trazia "Nasci em 62", tirada de um show com participação de Arnaldo Antunes. O álbum foi gravado logo após uma turnê de quatro shows no Japão que culminaram com uma apresentação no Club Cittá. No final do ano Edgard lançou seu segundo disco solo, Benzina.
Em maio de 1998, o Ira! lança o Você Não Sabe Quem Eu Sou. Deixando a gravadora Paradoxx, o Ira! desenvolve o embrião do que viria a ser seu nono disco ao produzir um CD demo, baseado em covers, que acabaria por conduzir o grupo para a Abril Music. Em novembro de 1999 o Ira! lança o disco de covers Isso É Amor, que foi impulsionado pela boa execução da balada "Bebendo vinho", de Wander Wildner.

### Anos 2000
Em 2000, a banda lança o MTV ao Vivo gravado no Memorial da América Latina em comemoração aos vinte anos de carreira.
O Ira! se apresenta no Rock in Rio III, no ano de 2001, junto com a banda Ultraje a Rigor, para 250.000 pessoas. Ricardo Gaspa lança seu projeto paralelo de surf music Huntington Bitches. Ainda em 2001, o grupo lança o CD Entre Seus Rins, apenas com músicas inéditas.
Em 2004, lançam o Acústico MTV, que trouxe quatro faixas inéditas e também participações de três gerações diferentes na gravação: Os Paralamas do Sucesso, Samuel Rosa e Pitty.
Em 2007, retornando a inéditas, o grupo lançou o álbum intitulado Invisível DJ. Ao todo o disco contém 12 faixas, com a regravação de "Feito Gente", composta por Walter Franco na década de 70.

### Brigas, término do grupo e projetos solo
Em 2007, após brigas com o irmão e empresário Airton Valadão, Nasi retirou-se da banda. Com isso, os ex-integrantes do Ira! assumiram totalmente seus projetos, até então, paralelos.
Nasi seguiu em carreira solo e lançou quatro álbuns, dois DVDs e sua biografia "A Ira de Nasi", escrita pelos jornalistas Mauro Beting e Alexandre Petillo e publicada pela editora Belas Letras em meados de 2012. Frequentemente faz participações em shows de outras bandas e especiais.
Edgard Scandurra lançou seu DVD Ao Vivo, foi guitarrista das cantoras Bárbara Eugênia e Karina Buhr, fez parte da banda de apoio de Arnaldo Antunes, retomou à banda Smack - outra da qual fez parte no início dos anos 80, além dos projetos EST, junto com a cantora Silvia Tape, Les Provocateurs, Pequeno Cidadão, A Curva da Cintura, ao lado de Arnaldo e do músico do Mali Toumani Diabaté e participou de shows da banda Cidadão Instigado.
André Jung montou a banda F.A.U.T., ao lado de João Gordo; o projeto Urban ToTem; e foi produtor de alguns artistas do pop nacional surgidos no fim da década de 2000, como a banda Stevens e a cantora Manu Gavassi, além de ser patrocinado da Pearl Drums.
Gaspa retomou a banda Gaspa & Os Alquimistas, gravou seu primeiro álbum solo intitulado Gaspa The Bass Player, com as participações especiais de Marcelo Nova e Wander Wildner e realizou projetos musicais ao lado de Luiz Thunderbird.

### Reconciliação de Nasi com seu irmão e ex-empresário
No dia 27 de junho de 2012, Nasi e Airton Valadão Júnior, irmão do cantor e ex-empresário da banda, anunciaram à imprensa uma reconciliação após cinco anos de brigas públicas e judiciais. Os irmãos encerraram os processos que moviam um contra o outro e a marca Ira!, que pertencia a Júnior, voltou para Nasi. Na época, a volta da banda aos palcos não foi anunciada. No inicio do ano, em sua página no Facebook e no seu blog, o vocalista disse que não queria voltar com o grupo, mas estava disposto a retomar a amizade com Edgard Scandurra.

### A volta e Rock in Rio VI
Em meados de 2013, a amizade entre Nasi e Edgard Scandurra foi retomada. A reconciliação foi celebrada em um show beneficente realizado em 30 de outubro do mesmo ano, no Espaço Traffô, localizado no bairro da Vila Olímpia, em São Paulo. O evento contou com a participação especial de Paulo Ricardo, Arnaldo Antunes, do trompetista Guizado, além de uma banda de apoio formada pelo multi instrumentista Johnny Boy, nos teclados; Daniel Scandurra, filho de Edgard, no baixo; e Felipe Maia, da banda Marrero, na bateria. A renda do evento foi revertida para a Escola NANE, especializada em crianças com dificuldade de aprendizado. Após esse show, surgiu a possibilidade de um retorno definitivo aos palcos.
Após um recesso de sete anos, a banda anuncia seu retorno oficial em janeiro de 2014, porém, sem a presença de André Jung e Ricardo Gaspa, membros da formação clássica. Para a nova turnê, foram escolhidos: Johnny Boy nos teclados, Daniel Scandurra no baixo e Evaristo Pádua na bateria (integrante da banda que acompanhava Nasi em sua carreira solo).
O show oficial de retorno aconteceu na abertura da 10ª Virada Cultural, em frente à Estação da Luz, em São Paulo.

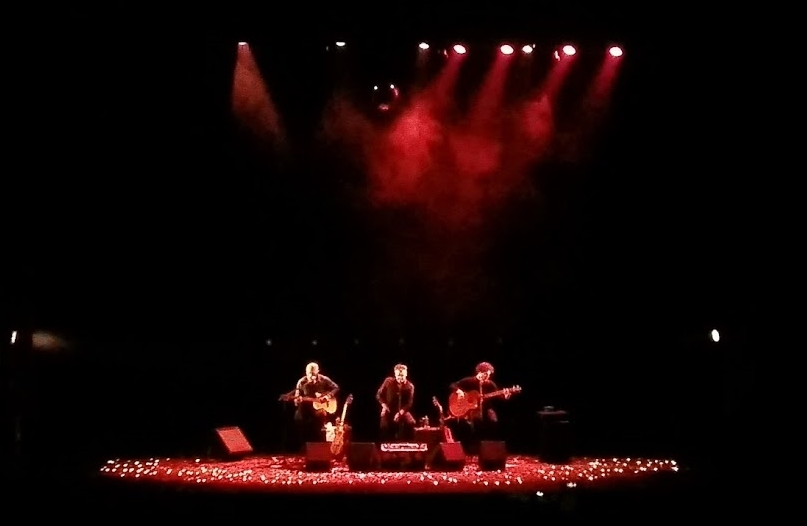
Ira! durante sua turnê Ira! Folk se apresentando em Belo Horizonte em 2016.

Desde então, o grupo saiu excursionando por todo o Brasil com o show Núcleo Base. O grupo também passou pelo Palco Sunset do Rock in Rio em 18 de setembro de 2015, primeiro dia da sexta edição do festival. A apresentação, que uniu o Rock ao Hip-Hop e a Soul Music, contou com as participações especiais de Tony Tornado, ícone da black music brasileira e do rapper Rappin' Hood. O show homenageou Tim Maia, morto em 1998, com a música "Festa de Santo Reis".
Em 2016, a banda iniciou a turnê Ira! Folk, em um formato intimista, apenas com violões e baixo acústico. O show foi lançado em DVD em novembro de 2017, em parceria com o Canal Brasil.
Em 2018, a banda realizou shows comemorativos aos 30 anos do álbum Psicoacústica, tocando o disco na íntegra.
Em fevereiro de 2020, lançaram a faixa “O amor também faz errar”, primeira inédita desde a volta. "Mulheres à Frente da Tropa" e "Chuto Pedras e Assobio" foram os singles lançados na sequencia. Em junho do mesmo ano saiu o álbum Ira, o primeiro com a nova formação.

## Integrantes

### Formação atual
- Nasi - voz (1981-2007, 2014-presente)
- Edgard Scandurra - guitarra e vocais (1981-2007, 2014-presente)
- Evaristo Pádua - bateria (2014-presente)
- Johnny Boy - baixo (2019-presente), vocais (2014-presente), violão e teclados (2014-2019, 2025 turnê)

### Ex-integrantes
- Fábio Scattone - bateria (1981; morreu em 2022)
- Adilson Fajardo (falecido) - baixo (1981-1982)
- Victor Leite - bateria (1982; morreu em 1993)
- Dino Nascimento - baixo (1983-1985)
- Charles Gavin - bateria (1983-1984)
- André Jung - bateria e vocais (1985-2007)
- Ricardo Gaspa - baixo e vocais (1985-2007)
- Daniel Scandurra - baixo e vocais (2014-2019, 2025 membro de turnê)

## Discografia

### Álbuns de estúdio
- 1985 - Mudança de Comportamento
- 1986 - Vivendo e Não Aprendendo
- 1988 - Psicoacústica
- 1990 - Clandestino
- 1991 - Meninos da Rua Paulo
- 1993 - Música Calma para Pessoas Nervosas
- 1996 - 7
- 1998 - Você não Sabe Quem Eu Sou
- 1999 - Isso É Amor
- 2001 - Entre Seus Rins
- 2007 - Invisível DJ
- 2020 - IRA

### Álbuns ao vivo
- 2000 - MTV ao Vivo
- 2004 - Acústico MTV - IRA!
- 2011 - Ira! e Ultraje a Rigor - Ao Vivo Rock in Rio
- 2017 - Ira! Folk[34]

### EPs
- 1983 - Ira

### Coletâneas
- 2022 - IRA Demos 83-84[35]

### Singles
| Ano  | Single                                  | Disco                              |
| ---- | --------------------------------------- | ---------------------------------- |
| 1983 | "Pobre Paulista/Gritos na Multidão"     | Ira                                |
| 1985 | "Longe de Tudo"                         | Mudança de Comportamento           |
| 1985 | "Núcleo Base"                           | Mudança de Comportamento           |
| 1986 | "Tolices"                               | Mudança de Comportamento           |
| 1986 | "Envelheço na Cidade"                   | Vivendo e Não Aprendendo           |
| 1986 | "Dias de Luta"                          | Vivendo e Não Aprendendo           |
| 1987 | "Flores em Você"                        | Vivendo e Não Aprendendo           |
| 1987 | "Vitrine Viva"                          | Vivendo e Não Aprendendo           |
| 1988 | "Receita para se Fazer um Herói"        | Psicoacústica                      |
| 1988 | "Pegue essa Arma"                       | Psicoacústica                      |
| 1990 | "Tarde Vazia"                           | Clandestino                        |
| 1990 | "Boneca de Cera"                        | Clandestino                        |
| 1990 | "Nasci em 62"                           | Clandestino                        |
| 1991 | "Você Ainda Pode Sonhar"                | Meninos da Rua Paulo               |
| 1992 | "Prisão das Ruas"                       | Meninos da Rua Paulo               |
| 1992 | "Um Dia como Hoje"                      | Meninos da Rua Paulo               |
| 1993 | "Arrastão"                              | Música Calma para Pessoas Nervosas |
| 1994 | "O Homem é Esperto, mas a Morte é Mais" | Música Calma para Pessoas Nervosas |
| 1995 | "Me Perco Nesse Tempo"                  | 7                                  |
| 1996 | "Eu Quero Sempre Mais"                  | 7                                  |
| 1996 | "É Assim que Me Querem"                 | 7                                  |
| 1996 | "Difícil é Viver"                       | 7                                  |
| 1997 | "Miss Lexotan 6 mg Garota"              | Você Não Sabe Quem Eu Sou          |
| 1998 | "Eu Não Sei"                            | Você Não Sabe Quem Eu Sou          |
| 1998 | "Vou me Encontrar"                      | Você Não Sabe Quem Eu Sou          |
| 1999 | "Bebendo Vinho"                         | Isso É Amor                        |
| 2000 | "Teorema"                               | Isso É Amor                        |
| 2000 | "Vida Passageira"                       | MTV ao Vivo                        |
| 2000 | "Superficial (Como Um Espinho)"         | MTV ao Vivo                        |
| 2001 | "Tolices"                               | MTV ao Vivo                        |
| 2001 | "Entre seus Rins"                       | Entre seus Rins                    |
| 2002 | "Milhas e Milhas"                       | Entre seus Rins                    |
| 2004 | "O Girassol"                            | Acústico MTV                       |
| 2004 | "Tarde Vazia"                           | Acústico MTV                       |
| 2005 | "Eu Quero sempre Mais"                  | Acústico MTV                       |
| 2005 | "Flerte Fatal"                          | Acústico MTV                       |
| 2007 | "Eu Vou Tentar"                         | Invisível DJ                       |
| 2007 | "Mariana Foi pro Mar"                   | Invisível DJ                       |
| 2017 | "Mesmo Distante"                        | Ira! Folk - Ao Vivo em São Paulo   |
| 2017 | "Tolices"                               | Ira! Folk - Ao Vivo em São Paulo   |
| 2020 | "O Amor Também Faz Errar"               | IRA                                |

### Coletâneas
- Geração Pop (WEA) 1993
- 2 é Demais (WEA) 1996
- Pop Brasil (WEA) 1997
- 2 é Demais - Vol.2 (WEA) 1998
- O Melhor da Música do IRA! (WEA) 1998
- E-Collection (WEA) 2000
- Warner 25 Anos (WEA) 2001
- Warner 30 anos (WEA) 2006
- Nova Série (WEA) 2007
- Super 3 (WEA) 2009
- Os Maiores Sucessos (Cooperdisk) 2011

Videografia
- 2000 - MTV ao Vivo
- 2004 - Acústico MTV
- 2007 - Invisível DJ
- 2011 - Ira! e Ultraje a Rigor - Ao Vivo Rock in Rio
- 2017 - Ira! Folk (Ao Vivo Em São Paulo)

## Ira! por outros artistas
- Advogado do Diabo": Chico Science & Nação Zumbi e Treme Terra
- "Tolices": Pato Fu
- "Logo de Cara": Kiko Zambianchi
- "Mudança de Comportamento": Kid Abelha
- "A Fumaça É Melhor Que O Ar": Relespública
- "Dias de Luta": Gram, Vespas Mandarinas, 365 e Lobão[36]
- "Eu Não Sei (I Can't Explain)": Ultraje a Rigor
- "Eu Quero Sempre Mais": Roberta Miranda e Lucas & Luan
- "Envelheço na Cidade": Biquini Cavadão e Tsubasa Imamura
- "Abraços e Brigas": Nenhum de Nós
- "Culto de Amor": Negra Li
- "Flores em Você": Rock Your Babies
- "Núcleo Base": Vespas Mandarinas,[37] Lobão e Rodrigo Santos
- "Gritos na Multidão": Vespas Mandarinas

## Ira! em trilhas sonoras
- "1914" em Os Trapalhões no Rabo do Cometa
- "Longe de Tudo" e "Núcleo Base" em Areias Escaldantes
- "Flores em Você" em O Outro
- "Balada Triste" em Confissões de Adolescente
- "Eu Quero Sempre Mais" e "Núcleo Base" em Começar de Novo